# Közönséges cickafark

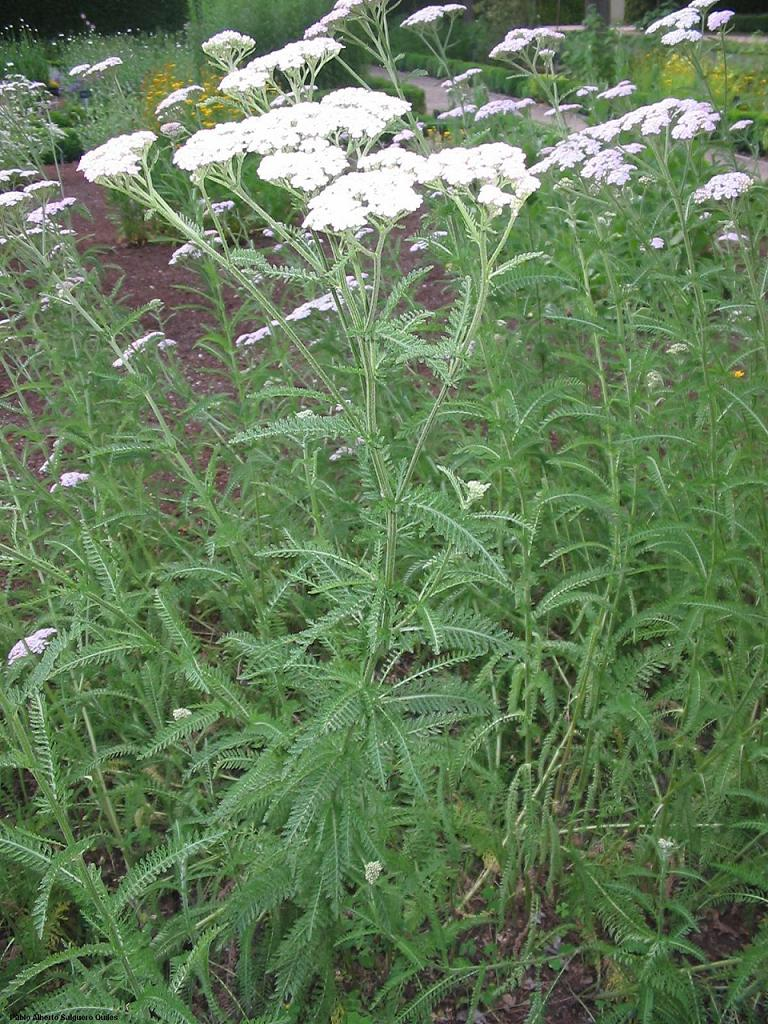
A növény virágzáskor

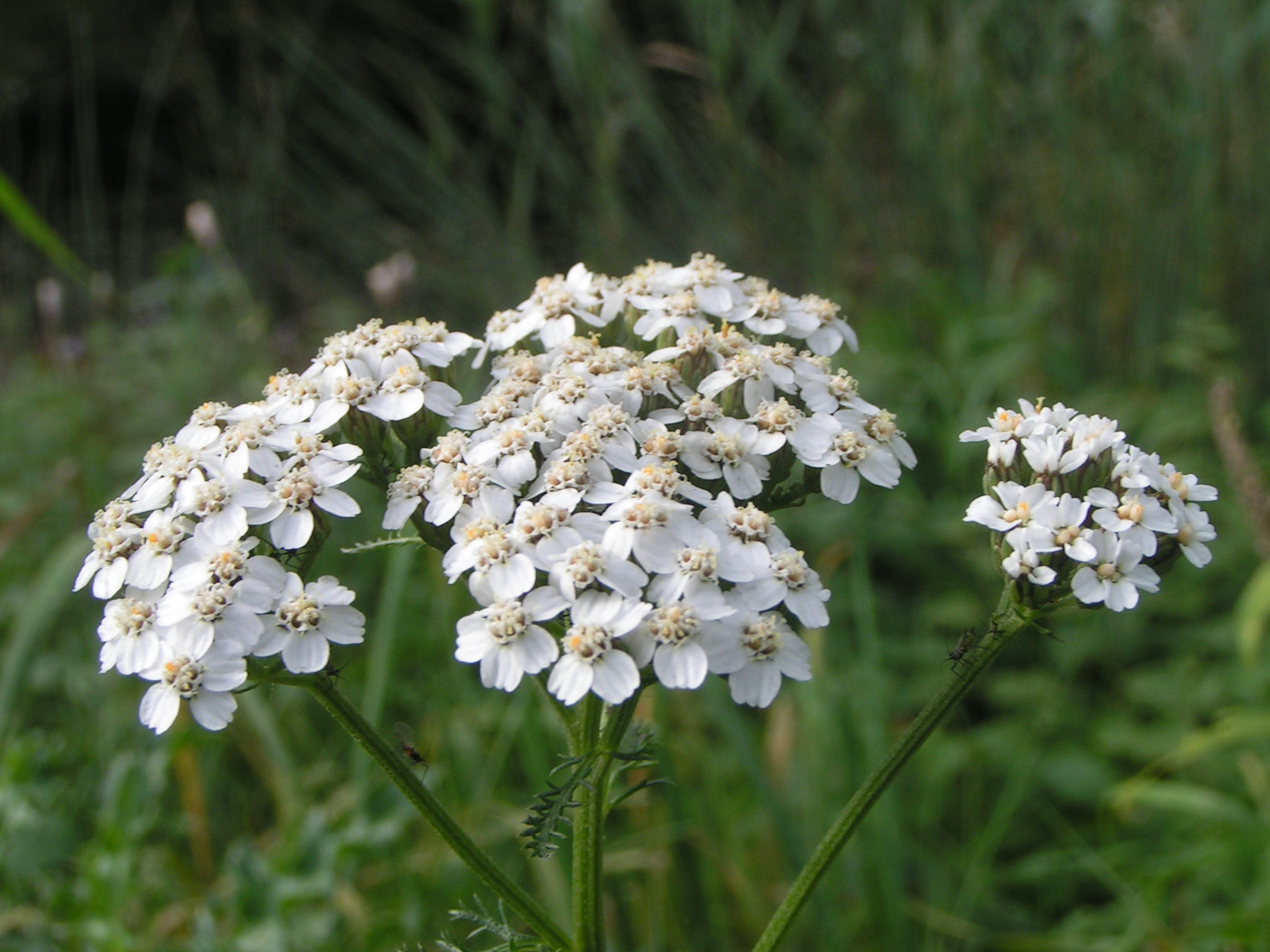
Közönséges cickafark virágzata

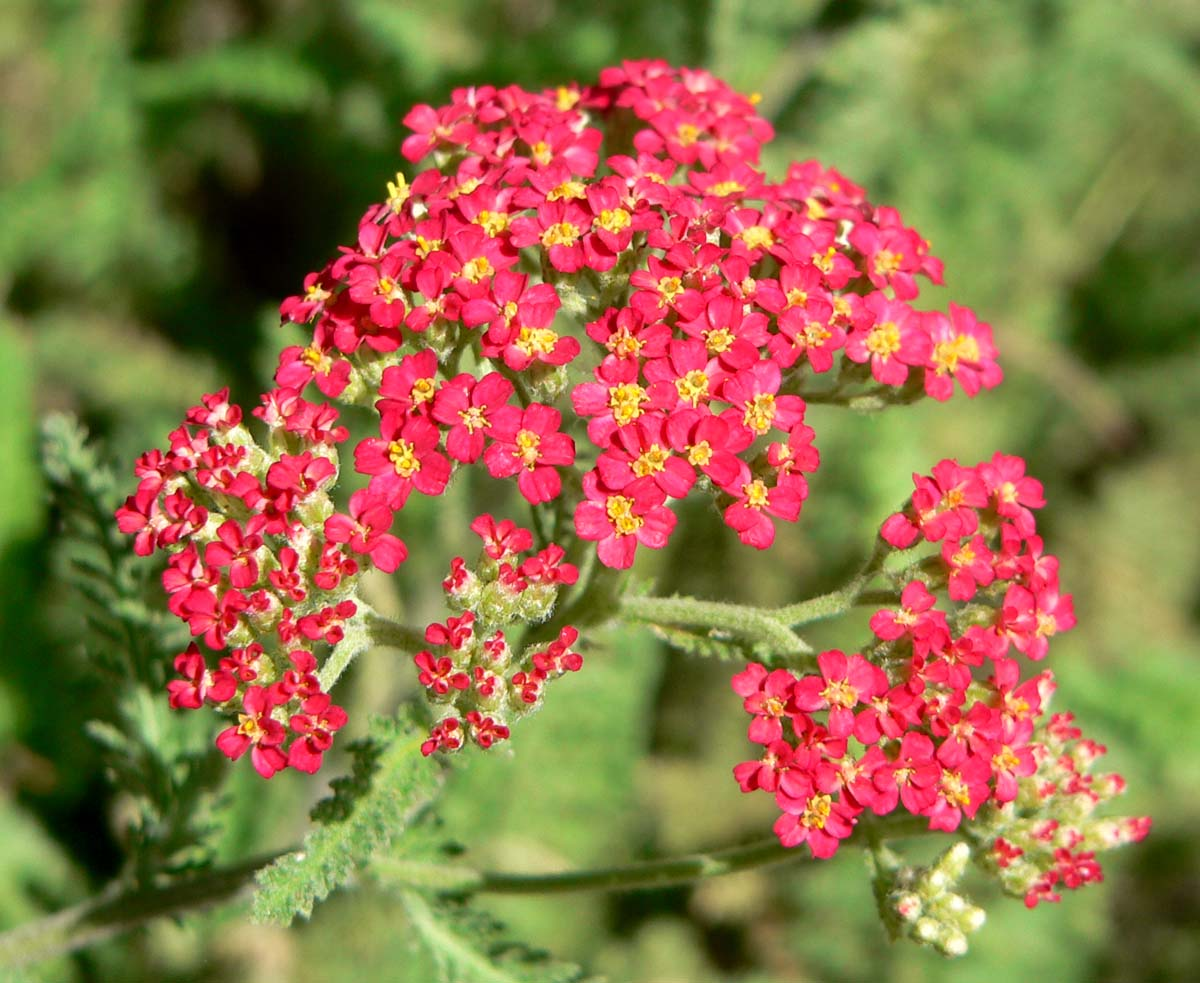
Achillea millefolium ‘Paprika’

A közönséges cickafark (Achillea millefolium) az őszirózsafélék családjába tartozó növényfaj, a cickafark nemzetség legismertebb tagja. Egyéb megnevezései: orvosi cickafark, cickóró, cickafarkkóró, egérfarkúfű, ezerlevelűfű, patikai ezerlevelűfű, pulykafű. Európa és Ázsia rétjein, legelőin, útjai mentén tömegesen fordul elő.

## Jellemzői
Évelő növény, szára 20–80 cm-re nő meg. Levelei lándzsásak vagy szálas lándzsásak, 2-3-szorosan szárnyasan összetettek, oldalukon akár 50 levélke is kialakulhat. Virágai sugárvirágok, melyek 4–9 mm széles sátorozó bugákat alkotnak, a fészkek 4-6, fehér vagy rózsaszín sugárvirágból állnak. Termései 2 mm hosszú kaszattermések. A növény minden része kellemes illatot áraszt. Rovar és önmegporzású elterjedését a szél és a hangyák is segítik. Változatos formavilágú faj. A dombvidéktől egészen a havasok aljáig gazdag réteken, legelőkön, szántóföldeken, talajrepedésekben, erdőkben és útszegélyeken előfordul.

## Alfajok
- A. millefolium subsp. alpestris (Wimm. & Grab.) Gremli,[3]
- A. millefolium subsp. chitralensis Hub.-Mor.,[4]
- A. millefolium subsp. collina (Becker ex Rchb. f.) Oborný[4] (syn. A. collina)[3]
- A. millefolium subsp. ceretanica (Sennen) Sennen,[3]
- A. millefolium subsp. millefolium,[4]
  - A. millefolium subsp. millefolium var. purpurea (cv. Kelvayi) – piros cickafark,[5]
- A. millefolium subsp. pallidotegula B. Boivin,[4]
- A. millefolium subsp. stricta (Schleich. ex Heimerl) Hyl.,[4]
- A. millefolium subsp. sudetica (Opiz) Oborný[3][4] – szudétai cickafark.[5]

## Felhasználása
| A teljes növényzet (fű) | Millefolii herba  |
| Virágzata               | Millefolii flos   |
| Levélzet                | Millefolii folium |

A közönséges cickafarkot elsősorban gyógynövényként ismerik, de a levele komposztálásra is használható, pontosabban a komposztálandó növények bomlásának a folyamatát gyorsítja meg. A köztudatban és a kereskedelmi forgalomban a teljes növényzet, vagyis a cickafarkfű van jelen. Gyógynövényként csak a fehér virágzatúakat használják. Ezt elsősorban gyógyteaként fogyasztják, de külsőleg borogatásra is használható. Fürdővízhez adagolva is kifejti gyógyhatását. 
Készítenek belőle illóolajat (kékolaj) vagy krémeket, kenőcsöket. A vegetáció megindulásakor az egész fiatal, világoszöld hajtásokat gyűjtik, hiszen ezek képezik a legjobb minőségű alapanyagot, de később a levelei zsengébb hajtásait is lehet hasznosítani.

### Gyógyászati
A növénynek gyulladáscsökkentő, fertőtlenítő, görcsoldó, emésztést javító, vérzéscsillapító és köhögéscsillapító hatást tulajdonítanak. A cickafark különböző gyógyszeres kezelések hatását erősítheti például: fájdalomcsillapítás, gyulladáscsökkentés, vérzékenység, emésztőrendszeri zavarok.
Tüdőbetegségek, torokgyulladás, gümőkór, légcső, gyomor- és bélhurut, magas láz, epehajtás, vese- és húgyhólyaggyulladás, epe-, vese-, gyomor- és bélgörcs, étvágytalanság, gyomor- és bélfekély, női betegségek, menstruációs görcs vagy erős vérzés, különböző vérzések, esetleg prosztatabántalmak, visszértágulat, vérszegénység, valamint magas vérnyomás esetén.[forrás?]
- Külsőleg: nehezen gyógyuló sebek, fekélyek, ekcéma, aranyér, fogíny- és szemgyulladás valamint hüvelyöblítés esetén alkalmazzák.[7]

### A tea elkészítése
Az aprított és megszárított cickafarkfűből 1 púpozott teáskanálnyit 2,5 dl forró vízzel leforrázzák és néhány percnyi állás után leszűrik. Egész napra elosztva, éhgyomorra, vagy étkezések előtt fél órával fogyasztják. A betegség súlyosságától függően az adag növelhető 6 dl vagy 8 dl vízbe 2-3 púpozott evőkanállal.
Külsőleg alkalmazva 6 dl vízből és 4 púpozott evőkanál cickafarkfűből készítenek forrázatot. Ez arányosan növelhető vagy csökkenthető. Egy kúra ideje 1 hónap. Folytatni csak 1 hét szünet után szabad. A tea szükség esetén csak mézzel édesíthető. Az elkészített tea eltarthatósági ideje maximum 12 óra. A teafogyasztás alatt javasolt nagy mennyiségű zöldség és gyümölcsételek fogyasztása.[forrás?]
Ha a fentiek szerint alkalmazzák megfelelő diagnózis elkészítése után, akkor a tea fogyasztása nem rendelkezik mellékhatásokkal.

### Borogatás
Egy maréknyi szárított cickafarkhoz 0,5 l forró vizet öntenek, leszűrve fogíny- és szemgyulladás esetén alkalmazzák.[forrás?]

### Fürdő
Egy maréknyi szárított cickafarkot 0,5 l hideg vízzel leöntenek, egy éjszakára állni hagyják, másnap felforralva hozzáöntik a fürdővízhez.

### Tinktúra
A napos időben szedett cickafarkvirágot dunsztosüvegbe rakva, alkohollal leöntve 2 hétig meleg helyen áztatják, leszűrve helyi gyulladások csökkentésére alkalmazzák.

### Illóolaj
A cickafarkolaj (Aetheroleum achilleae) hatóanyaga: (kamazulén, terpenoidok) szeszkviterpén laktonok, flavonoidok, achillein keserűanyag. Hatása: gyulladáscsökkentő, antiszeptikus hatású. Öblögetőszerként száj- és fogínygyulladás kezelésére használják.

### Ellenjavallat
Az allergiásoknál a növény érintése is reakciót válthat ki, a tea fogyasztása viszketeg, gyulladásos bőrelváltozást okozhat. Az erre érzékenyek semmilyen formában sem alkalmazhatják.
Nagy mennyiségben fogyasztása nem javasolt, mert nyomokban tujont (neurotoxikus terpén keton) tartalmaz, mely fényérzékenységet okoz.

## Hatóanyagai
Több száz vegyületet azonosítottak a növényben. Ezek között van kék színű proazulént tartalmazó illóolaj, achillein glukoalkaloid, keserűanyag, cseranyag, aconitsav, konitsav, aszparagin, glikozidok, zsírosolaj, gyanta, szénhidrát, vas, kén, nátrium, kálium, magnézium, mész.[forrás?]